# Israels historie
 Denne artikel omhandler den moderne stat Israel. Opslagsordet har også en anden betydning, se Oldtidens Israels og Judæas historie.
Staten Israel (hebraisk מדינת ישראל, Medinat Yisrael) blev oprettet i 1948 efter, at jøderne havde været spredt i tusindvis af år. Zionistbevægelsen, som havde som mål at oprette en jødisk nation i Eretz Yisrael, blev startet af Theodor Herzl i 1897 på den første zionistkongres i Basel, Schweiz.

## Historisk baggrund

### Jødiske bånd til Israel før zionistbevægelsen
Det er fundet spor efter jøder i Israel-området fra 3.400 år siden, fra da den jødiske religion blev til. Navnet "jøder" kommer af befolkningens rødder i Juda. Gennem sin lange historie er jøderne flere gange blevet spredte for så at vende tilbage fra eksil, drevet af indflydelsen fra deres hellige skrift, Tanakh (Det gamle testamente).
Den første jødisk-romerske krig førte til, at Jerusalem blev ødelagt af Titus og den romerske hær i år 70 e.Kr., og den påfølgende spredning af det jødiske folk. Bar Kokhba-oprøret i 135 førte til, at Jerusalem fik navnet Aelia Capitolina, og Juda blev kendt som Palæstina frem til korstogstiden. Da Storbritannien erobrede området fra Det osmanniske rige i det 20. århundrede, begyndte de igen at anvende navnet "Palestina". Oprettelsen af den jødiske stat Israel førte til, at de to benævnelser bliver anvendt om stort set sammenfaldende områder men undertiden også for at skelne mellem den jødiske stat og områder under palæstinensisk styre.
Jøderne fortsatte med at se landet Israel som sit åndelige hjem og Det lovede land. Selv om folketallet varierede, var der under hele den jødiske diaspora altid et jødisk samfund i landet.
I løbet af korstogstiden blev jøder ofte slået ihjel eller solgt som slaver. Folkemordet på jøderne startede, da korsfarerne rejste gennem Europa og fortsatte gennem Det hellige land. Efter den arabiske generobring i det 13. århundrede ødelagde sultan Baibars landet for at forhindre, at der kunne leve nogen større befolkningsgruppe der, og for at, det ikke skulle være attraktivt at indvandre. Landet forblev fattigt under osmanernes styre efter erobringen i det 16. århundrede og frem til det 20. århundrede.
Mellem det 13. og det 19. århundrede voksede den jødiske indvandring til Israel, især på grund af religiøs forfølgelse. Udvisninger af jøder i England (1290), Frankrig (1391), Østrig (1421) og Spanien (1492) førte til, at bølger af jøder flyttede til Israel.
Midt i det 19. århundrede blev Israels land en del af Det osmanniske rige og en provins i Syrien. De fleste af indbyggerne var muslimer og kristne arabere, men også jøder, grækere, drusere, beduiner og andre minoriteter. I 1844 udgjorde jøderne den største befolkningsgruppe og i 1890 den absolutte majoritet i Jerusalem, selv om den jødiske befolkning tilsammen udgjorde mindre end 10 % af den samlede befolkning.

### 1897–1917: Den zionistiske bevægelse
I løbet av det 19. århundrede spredte oplysningstidens idealer sig i Europa, hvilket førte til den jødiske emancipation over hele kontinentet. Det førte også til en modreaktion fra europæere, som ønskede at undgå at jøder fik statsborgerskab og som så på dem som et fremmed, ikke-europæisk folkeslag. Modstanderne af jødisk borgerret kaldte sig selv antisemitter og blev godt organiserede i løbet af århundredet. I Rusland opfordrede regeringen aktivt til pogromer som et virkemiddel for at tvinge den jødiske befolkning til at forlade landet.
Blandt de mange millioner jøder, som flygtede fra Rusland, drog en mindre del til Palæstina. Mikveh Israel blev grundlagt i 1870 af Alliance Israelite Universelle, fulgt af Petah Tikva (1878), Rishon LeZion (1882) og andre landsbysamfund grundlagte af medlemmer af Bilu og Hovevei Zion.
Stadig voksende antisemitisme, pogromer og oprettelsen af flere nye selvstændige og nationalt sindede nationer i Europa førte til en stigning i antallet af jøder, som så det som en mulighed at genoprette en egen jødisk nation. Støtte for jødeforfølgelserne fra venstreorienterede grupper (som "lovligt udtryk for arbejderklassens sindelag") og ønske om at bevare sin identitet førte til, at nogen socialistisk sindede jøder begyndte at søge efter løsninger inden for deres eget samfund.
I 1897 kundgjorde Den første zionistkongres beslutningen om "at oprettet et hjem for det jødiske folk i Eretz-Israel sikret ved offentlig ret" ("to establish a home for the Jewish people in Eretz-Israel secured under public law". Bevægelsen fik kun beskeden fremgang før 1. verdenskrig og var ugleset af osmannerne i Det hellige land.
Zionismen tiltrak religiøse jøder, sekulære nationalister og venstreorienterede zionister. Socialisterne ønskede at redde landet og dannede derfor socialistiske landsbykollektiver. Dette blev fulgt af en fremgang for hebraisk sprog.
I løbet af 1. verdenskrig, i december 1916, blev David Lloyd George, en engageret kristen zionist britisk statsminister. Lloyd George beordrede en invasion af Levanten, her under Israel.
Lloyd Georges initiativ og britiske anmodning om at forøge støtte til jøderne i kampen mod Tyskland førte til, at udenrigsministeren, Lord Balfour, tog initiativ til balfourerklæringen i 1917. Denne fastslog, at den britiske regering "så med velvilje på oprettelsen af et nationalt hjem for det jødiske folk i Palæstina […] idet det er klart forstået at ingenting skal gøres som kan fordømme den civile og religiøse ret for eksisterende ikke-jødiske samfund i Palæstina" ("view[ed] with favour the establishment in Palestine of a national home for the Jewish people […] it being clearly understood that nothing shall be done which may prejudice the civil and religious rights of existing non-Jewish communities in Palestine").
Den britiske invasionsstyrke ledet af General Allenby bestod af jødiske frivillige (for det meste zionister), kendt som Den jødiske legion.

### 1917–1945: Britisk mandat: Jødenes nationale hjem
Efter 1. verdenskrig udnævnte Folkeforbundet Storbritannien som mandatar for Palæstinamandatet efter at have godkendt Balfourerklæringen og desuden forlangt, at Storbritannien skulle opsætte et råd som skulle administrere de jødiske sager i Palæstina. Endnu en aftale blev indgået med USA (som ikke var medlem af Folkeforbundet), hvori USA bifaldt betingelserne i mandatet.
Efter oprøret i Jaffa i 1921 indførte de britiske mandatautoriteter et system med indvandringskvoter for at sikre, at den jødiske indvandring ikke ødelagde Palæstinas økonomi. Et undtagelse fra reglen blev lavet for jøder med over 1000 pund i kontanter (en meget stor sum på den tid) eller fagfolk med over 500 pund, som fik bosætningstilladelse til trods for kvoterne. Briterne besluttede selvrådigt, at Transjordan skulle udskilles fra mandatet og i stedet blive en egen, selvstændig arabisk stat.
Jødisk indvandring voksede i 1920-årene. Imidlertid førte den voksende forfølgelse af europæiske jøder til, at betydelig flere jøder indvandrede til Palæstina, hvilket førte til, at de allerede store spændinger i Palæstina voksede. Den voksende jødiske indvandring førte til en voksende arabisk modstand mod jøderne i Palæstina og udløste storstilede oprør.
For at forhindre, at arabernes modvilje skulle blive vendt imod den britiske besættelsesmagt, reagerede Storbritannien med at oprette en kommission for at finde en holdbar løsning, i første omgang ledet af Lord Peel. Peel-kommisjonen foreslog en deling af Palæstina til to adskilte, selvstændige områder for jøder og arabere, idet Storbritannien skulle opretholde kontrollen over hele området. Imidlertid førte den voksende sandsynlighed for en stor krig i Europa til, at Storbritannien forsøgte at sikre arabisk velvilje. Resultatet var en ny "hvidbog", som anbefalede en begrænsning af den jødiske indvandring til 75.000 i løbet af de sidste fem år og løftet om at oprette et selvstændigt Palæstina under arabisk styre i løbet af de næste ti år.

### 1945–1948: Jødisk oprør mod britisk styre
Efter afslutningen af 2. verdenskrig vandt det britiske arbejderparti valget i Storbritannien med et valgprogram, som blandt andet indeholdt et løfte om at oprette en jødisk stat i Palæstina og ophæve bestemmelserne i Hvidbogen af 1939. Imidlertid valgte udenrigsministeren, Ernest Bevin fra Labour Party at opretholde den tidligere politik for at bevare de fortsat vigtige forbindelser med engelske arabere i regionen.
Efter, at de europæiske jøder næsten var blevet udryddet af nazisterne under holocaust, udtrykte amerikanske jøder stærkere støtte til zionistbevægelsen. Præsident Harry Truman, som var opmærksom på den store jødiske befolkning i USA og ivrig efter at få oprettet en mere sikker amerikansk tilstedeværelse i regionen, opmuntrede i oktober 1946 Storbritannien til at indføre en mere liberal jødisk indvandringspolitik som afløsning af den lave indvandring, som var blevet pålagt i Hvidbogen af 1939. Truman støttede også oprettelsen af en jødisk stat i Kanaan/Palæstina.
Som svar på Trumans forslag vedtog Storbritannien at oprette en komité, The Anglo-American Committee of Inquiry, som skulle finde mulige løsninger på problemet med at genbosætte jødiske flygtninge. Komiteen anbefalede, at 100.000 jøder på en gang skulle tillades at indvandre til Palæstina; den britiske regering brød løftet til Truman og afslog yderligere jødisk indvandring.
Omstændighederne omkring Porgomen i Kielce førte til en stor bølge af jøder, som ønskede at flygte fra Europa.). I Palæstina besluttede de jødiske militære grupper Haganah, Etzel og Lehi at danne en samlet jødisk modstandsbevægelse mod Storbritannien. Samtidig voksede den illegale indvandring, hvilket førte til, at Storbritannien skærpede forholdsreglerne mod den jødiske befolkning.
Efter et britisk overfald på hovedkvarteret for Den jødiske agenda svarede jødiske terroristgrupper i juli 1946 med at bombe det britiske militærhovedkvarter i King David Hotel, hvorved 91 blev dræbt, overvejende civile.
I de følgende dage blev der portforbud i Tel-Aviv og over 120.000 blev afhørt af CDI. Den britiske regering besluttede at fængsle jøder, som var indvandret illegalt til Palæstina fra Kypern, her under børn. Lejrene blev oprettede ved beskatning af det jødiske samfund i Palæstina.
Voksende fjendtligheder mellem den jødiske uafhængighedsbevægelse og britiske styrker førte til større fokus på den britiske politik i Palæstina. Støtte til en af siderne ville føre til, at enten forholdet til engelske amerikanere eller engelske arabere ville blive undergravet, og begge forhold var vigtige for briterne. Som følge heraf fremsatte Ernest Bevin beslutningen om at overdrage Palæstinaproblemet til FN, som fik ansvaret for hele regionen.
I september 1947 foreslog United Nations Special Committee on Palestine (UNSCOP) en deling af Palæstina, som blev godkendt af generalforsamlingen i FN den 29. november 1947. Resultatet ville blive oprettelsen af to stater, en arabisk og en jødisk, mens byen Jerusalem ville blive direkte administreret af FN. Som indehaver af mandatet blev det op til Storbritannien at gennemføre beslutningen.

### 1948: Uafhængighedskrig og status som stat
Kravet om, at Storbritannien skulle gennemføre FN's delingsplan, førte til, at Storbritannien trak sig hurtigere ud af området. Bekymret for at gennemførelsen af delingsplanen ville skade de engelsk-arabiske/muslimske forbindelser, besluttede Storbritannien at opgive mandatet og trække sig ud, en konklusion vedtaget af det britiske kabinet den 29. september 1947. Tidspunktet for tilbagetrækningen blev sat til maj 1948.
Kampe mellem arabere og jøder begyndte allerede før den formelle britiske tilbagetrækning. Skøn for hvor mange, som deltog i kampene på hver side, varierer mellem historikere, men i begyndelsen var de fleste deltagere frivillige på deltid. Antallet af personer, som var med i hæren, var ikke fast men voksede efterhånden, som konflikten udviklede sig. Antallet af palæstinensiske deltagere er vanskelig at bestemme, men bliver anslået til omkring 10.000. I maj 1948 var der omkring 30.000 jødiske deltagere. I følge Morris havde Haganah styrker på størrelse med brigader i april-maj, og havde skadet palæstinsk militære og hjælpeudstyr alvorlig i midten af maj.
Den 14. maj 1948 forlod de sidste britiske styrker Haifa, og Den jødiske agenda, ledet af David Ben-Gurion, erklærede staten Israel for oprettet i overensstemmelse med FN's delingsplan for Palæstina. USA's præsident, Harry S. Truman, anerkendte umiddelbart efter staten, efterfulgt et par timer senere af Sovjetunionens leder Josef Stalin. Den Arabiske Ligas medlemmer Egypten, Transjordan, Syrien, Libanon og Irak erklærede krig og annoncerede, at de forkastede FNs delingsbeslutning. De hævdede, at de arabiske palæstinensere i hele Palæstina-området havde selvbestemmelsesret og at en kvart million arabere var flygtet fra Palæstina på grund af "zionistisk aggression". De blev støttet af Saudi-Arabien og Yemen.
På nordfronten blev den syriske hær blokkeret i Deganya. Den jordanske "arabiske legion", ledet af britiske officerer, undlod at invadere israelske områder og fokuserede på at okkupere Vestbredden og Østjerusalem. Irakerne okkuperede et område i nærheden af Vestbredden, men gjorde ellers lidt. På sydfronten formåede styrker fra Haganah at forhindre de invaderende egyptiske styrker i Ashdod-området, og styrker fra Irgun forhindrede den egyptiske invasion af Jerusalem på Ramat Rachel.
Den 29. maj 1948 tog Storbritannien initiativ til FNs sikkerhedsråds resolution 50 og nedlagde forbud mod våbeneksport til regionen. Det Sovjet-kontrollerede Tjekkoslovakiet overtrådte imidlertid forbuddet. Det var kritisk for den jødiske stat at skaffe sig militære våben for at kunne møde den forventede invasion fra arabiske staters side.
I begyndelsen af juni erklærede FN en månedslang våbenhvile. Store skarer af jødiske indvandrere kom til Israel, mange af dem erfarne fra 2. verdenskrig. Mange af dem blev indlemmede i den nyoprettede Israel Defense Forces (IDF). Da kampene begyndte igen, havde Israel stor fremgang.
I marts 1949, efter mange måneders kampe, blev der permanent våbenhvile, og Israel fik midlertidige grænser, der senere blev kendt som den Grønne Linje. Efter erklæringen af våbenhvilen frigav Storbritannien over 2.000 jødiske fanger, som var holdt på Cypern og anerkendte staten Israel. Den 11. maj 1949, da krigen var ovre, blev Israel optaget som medlem af FN.
Israels uafhængighedskrig var den mest kostbare i landets historie. Af en jødisk befolkning på 650.000 blev omkring 6.000 mænd og kvinder dræbt i løbet af kampene, heraf omkring 4.000 soldater fra IDF. Det nøjagtige antal af arabiske dræbte er ukendt, men bliver anslået til at være mellem 10.000 og 15.000.
I følge FN's tal forlod 711.000 palæstinensere områder kontrollerede af Israel i 1948 og 1949. Ved sine studier af jødiske arkiver fandt Benny Morris, at den største direkte årsag til denne udvandring var militære angreb fra Haganah og IDF. Han bekræftede også tidligere afsløringer efter den første våbenhvile af, at IDF fortsatte med massedeportation af arabere under operationerne Dani og hiram. Morris' konklusioner er i dag almindeligt accepterede. Morris konkluderede også, at deportationerne var "skabte ved krig, ikke efter en plan", men det er fortsat omtvistet, om der var eller ikke var en officiel eller uofficiel politik bag disse deportationer, og om denne politik blev udviklet så tidligt som i april 1948, eller til og med i december 1947.
Som et resultat af krigen i 1948 og oprettelsen av Israel, flygtede flere hundrede tusinde jøder fra arabiske lande, og de fleste af dem bosatte sig i Israel.

## Israels historie
Den nye stat oprettede et parlament, Knesset, med 120 pladser. De mødtes først i Tel Aviv, men flyttede til Jerusalem efter branden i 1949. Det første valg blev holdt i januar 1949, hvor Chaim Weizmann blev valgt til den første præsident, og David Ben-Gurion som statsminister.
Fra 1948 til 1977 blev samtlige regeringer ledet af Mapai og Alignment, forgængerne til Arbejderpartiet. Ben-Gurion og rabbinerne blev tidlig enig om en religiøs status. Aftalen inkluderede blandt andet, at studenter som studerede jødiske tekster blev fritaget for militærtjeneste.

### Arbejderpartiets styre 1948–1977

#### 1948–1953: Ben Gurion og masseimmigration
I begyndelsen blev Israels politik domineret af den socialistiske zionisme ledet af David Ben-Gurion. Økonomien blev hovedsagelig styret efter socialistiske retningslinjer.
I 1950 vedtog Knesset returneringsloven (Law of Return), som gav alle jøder ret til at indvandre til Israel.
De næste fem år blev de jødiske befolkninger i Irak, Yemen, Libyen, Libanon, Syrien og Egypten praktisk talt drevet ud af disse lande. Jøder blev forbudt at bo i eller komme ind i Saudi-Arabien. Alle jøder i Algeriet forlod landet i begyndelsen af 1960-erne, og det samme gjorde de fleste jøder i Tunesien og Marokko. Det samlede antal af jøder, som havde forladt den arabiske verden, var over en million. Hvor mange, som blev tilbage, er omdiskuteret.
Flere nazister, der var blevet dømt som krigsforbrydere, fik asyl i Egypten og Syrien.
Fra 1948 til 1951 bragte masseindvandringen omkring 700.000 jøder til Israel. Landets indbyggertal blev fordoblet, og indvandringen satte et uudsletteligt præg på det israelske samfund. De fleste af indvandrerne til Israel var i begyndelsen jøder, som havde overlevet forfølgelse i Europa, eller jøder, som flygtede fra arabiske lande; de største grupper de første tre år (over 100.000 hvert år) var fra Irak, Rumænien og Polen, selv om der kom jøder fra hele Europa og Mellemøsten.
Fra 1948 til 1958 voksede indbyggertallet fra 800.000 til omkring 2.000.000. I løbet af denne periode blev mad, klæder og møbler rationerede, og perioden blev kendt som "begrænsningsperioden" (Tkufat haTsena). Indvandrerne var som regel flygtninge uden ejendele og blev bosatte i foreløbige lejre kendt som ma'abarot.
I 1952 boede over 200.000 i lejre bestående af telte og forhåndsproducerede hytter byggede af regeringen. Det meste af den økonomiske støtte, som Israel fik, var private donationer fra jøder, som boede i andre lande (fortrinsvis i USA).
For at løse de økonomiske kriser underskrev Ben-Gurion en såkaldt erstatningsaftale med Vesttyskland (mens Østtyskland aldrig vedgik sig noget ansvar for jødernes skæbne i Nazityskland). I løbet af debatten i Knesset samlede der sig omtrent 5.000 demonstranter uden for, og på grund af uroen måtte politiet afspærre bygningen. Under debatten kaldte Menachem Begin (leder for partiet Herut) og Ben-Gurion hinanden for fascister, og Begin udtalte, at Ben-Gurion var en "hooligan" (forbryder, bølle).
Dalia Ofer slog fast, at omtrent 400.000 israelere var jøder, som var blevet forflyttede under holocaust, og at den israelske regerings krav om erstatning fra Tyskland var i stedet for udgifterne ved at reetablere dem. Israel modtog flere milliarder mark og besluttede som gengæld i oprette diplomatiske forbindelser med Vesttyskland.

#### Udenlandske relationer
I begyndelsen prøvede Israel at indtage en neutral position mellem den kolde krigs to supermagter, USA og Sovjetunionen. Sovjetunionen havde i begyndelsen stærk støtte i Israel, men i 1952 blev en gruppe jødiske læger i Moskva anklagede for at have prøvet at forgifte Stalin (Doktorplottet). Det, samt at Israel ikke blev inviteret til Bandungkonferencen af ikke-allierede stater, bragte effektivt en ende på Israels neutrale position. Senere skulle den arabiske socialisme udvide Israels vestlige orientering.
Israels løsning på den diplomatiske isolation, som fandt sted som resultat af arabernes boikotter, var at opprette gode forbindelser med USA og nye stater i Afrika og Asien. Den 9. januar 1950 anerkendte den israelske regering Folkerepublikken Kina, men diplomatiske forbindelser mellem de to lande blev ikke oprettede før end i 1992.
Det andet parlamentsvalg blev holdt i 1951, men ændrede ikke Knessets sammensætning afgørende.
I slutningen af 1953 trak Ben Gurion sig tilbage til kibbutzen Sde Boker i Negev.

#### 1954–1955: Sharett og Lavon-affæren
I januar 1954 blev Moshe Sharett statsminister i Israel, imidlertid gik hans regering af efter Lavon-affæren, en plan om at ødelægge relationerne mellem USA og Egypten, hvilken involverede at egyptiske jøder placerede bomber på amerikanske steder i Egypten. Nogen mener, at Israel ikke gjorde nok for at beskytte sine agenter. Forsvarsministeren Lavon blev bebrejdet på grund af sin ansvarsfraskrivelse.
Efter affæren gik regeringen af, og Ben-Gurion fik på ny hvervet som statsminister efter at have vundet valget i 1955.

#### 1955–1963: Ben-Gurion II: Sinaikampagnen og retssagen mod Eichmann
I 1955 begyndte Tjekkoslovakiet at sende våben til Egypten, og Frankrig blev Israels vigtigste våbenstøtte. Rudolph Kastner, en mindre politisk funktionær, blev anklaget for at have samarbejdet med nazisterne. Han lagde sag an mod anklagerne, men tabte og blev myrdet to år senere. I 1958 frikendte højesteret ham. Den egyptiske regering begyndte at rekruttere tidligere nazister for at kunne ibrugtage et raketvåben med kemisk kamphoved.
Suezkrisen var et resultat af konflikten mellem Egypten og Israel, som udviklede sig i løbet af 1956. Hundredvis af israelere blev dræbt i fedayeen-angreb fra Gazastriben (kontrolleret af Egypten) på israelsk område. I begyndelsen var disse angreb private initiativer, men under Nassar støttede den egyptiske regering angrebene, og Israel besluttede at gengælde angrebene mod Gaza. I 1956 blokerede Egypten Akababugten og lukkede Suezkanalen for israelsk skibsfart. Kanalen blev nationaliseret, imod franske og britiske aktionærers vilje. Til gengæld indgik Frankrig og Storbritannien en hemmelig aftale med Israel om at tage kanalen tilbage med magt. I overensstemmelse med aftalen (som ikke blev officielt vedkendt før langt senere) invaderede Israel Gazastriben og Sinaihalvøen i oktober 1956. Israelske styrker nåede kanalen kort efter, og der efter rykkede de franske og britiske styrker ind i aftalt rækkefølge. Det hævdes også, at franskmændene blev enige om at bygge et atomanlæg for israelerne og at dette inden 1968 skulle være klart til at producere atomvåben.
De israelske, franske og britiske styrker vandt, men trak sig tilbage i marts 1957 efter pres fra FN og Sovjetunionen. FN oprettede en fredsbevarende styrke for at holde fred i området. Til gengæld for at have trukket sig tilbage blev Israel garanteret fri adgang til Det Røde Hav og Suezkanalen. I praksis blev Suezkanalen fortsat holdt lukket for israelsk skibsfart.
I oktober 1957 kastede en sindssyg mand en håndgranat ind i Knesset og skadede Ben-Gurion. Ben-Gurion ble genvalgt som statsminister i valget i 1950.
I maj 1960 fandt Mossad Adolf Eichmann, en af de ledende administratorer for nazistenes holocaust i Argentina, og kidnappede ham til Israel. I 1961 blev han stillet for retten, og efter mange måneders retssag fundet skyldig og dømt til døden. Han blev hængt i 1962 og er den eneste person, som nogen sinde er blevet dømt til døden i det israelske retssystem. Vidnesbyrd fra overlevende efter holocaust og den omfattende opmærksomhed omkring den førte til, at retssagen blev set på som et vendepunkt i den offentlige bevidsthed om holocaust.
I 1961 opsagde Ben-Gurion stillingen som statsminister efter mistillid fra Herut efter Lavon-affæren. Ben-Gurion udtalte, at han kun ville acceptere stillingen dersom Lavon mistede stillingen som leder af Histadrut, Israels arbejderorganisation (på grund af sin rolle i Lavonaffæren). Kravene blev accepterede, og han vandt valget i 1961.
I 1962 begyndte Mossad at myrde (tidligere) nazistiske videnskabsmænd, som arbejdede i Egypten efter, at en af dem havde rapporteret, at missilprogrammet var udviklet for at indeholde kemiske kamphoveder. Handlingen blev fordømt af Ben-Gurion og førte til, at Mossads direktør, Isser Harel, gik af som leder.
I 1963 gik Ben-Gurion igen af efter Lavon-skandalen. Hans forsøg på at få støtte fra sit parti, Mapai, mislykkedes, og Ben-Gurion forlod partiet og dannede i stedet Rafi. Levi Eshkol blev Mapais leder og ny statsminister.

#### 1963–1969: Levi Eshkol og seksdageskrigen
Israel fuldførte arbejdet med et nationalt vandingsanlæg, et stort teknisk projekt etableret for at lede vand fra Israels del af Jordanfloden syd over i landet og derved realisere Ben-Gurions drøm om, at jøder i stor grad kunne bosætte sig i Negevørkenen. Araberne svarede igen med et forsøg på at aflede tilløbet til Jordan, hvilket førte til en stadig større konflikt mellem Israel og Syrien. I 1964 udviklede Egypten, Jordan og Syrien en samlet militær ledelse.
I 1964 accepterede autoriteter blandt Israels rabbinere at Bene Israel i Indien var jøder, og de fleste af de tilbageværende indiske jøder flyttede til Israel. De fleste af de omkring 2.000 Cochini-jødene var udvandret allerede i 1954.
I valget i 1965 blev Levi Eshkol valgt til statsminister.
Frankrig var Israels hovedstøtte frem til 1966, da Frankrigs præsident Charles de Gaulle som følge af tilbagetrækningen fra Algeriet udtalte, at Frankrig ikke længere ville støtte Israel (og afslog at tilbagebetale penge betalt for 50 krigsfly). I 1966 blev også sikkerhedsrestriktionerne med hensyn til de israelske araberne hævet, og tiltag blev gjort for at integrere dem i det israelske samfund. Fjernsynsprogrammer i sort-hvid begyndte.
I 1967 samlede der sig styrker fra den samlede arabiske kommando langs Israels grænser, mens Egypten lukkede Tiranstredet og Nasser forlangte, at UNEF skulle forlade Sinai. Syriske og egyptiske styrker mobiliserede mod Israels grænse, truende med oprustning til fuld krig, mens egyptisk radio talte om et kommende folkemord. Israel blev tvunget til at indkalde sine civile reserver, hvilket førte til, at Israels økonomiske udvikling opbremsedes.
Israelerne dannede en national, forenet politisk koalition, som for første gang også omfattede Menachem Begins parti, Herut. Under en radioudsendelse med statsminister Levi Eshkol, begyndte han at stamme, hvilket førte til udbredt bekymring i Israel om hans egnethed som leder i tilfælde af krig. For at berolige almenhedens frygt blev Moshe Dayan (Statsleder under Sinai-krigene) udnævnt til forsvarsminister. Morgenen før Dayan tiltrådte stillingen den 5. juni 1967 begyndte de israelske luftstyrker forebyggende angreb, først mod de egyptiske luftstyrker, og ødelagde der efter, samme dag, Jordans og Syriens luftstyrker. Israel bekæmpede der efter (næsten succesfuldt) Egyptens, Jordans og Syriens hære. Den 11. juni var alle de arabiske styrker drevet bort, og alle parterne havde accepteret våbenhvilen, som blev foreslået i FN's sikkerhedsråds resolutioner 235 og 236.
Som følge af den kortvarige krig fik Israel kontrol over Sinai-halvøen, Gazastriben, Golanhøjderne og Vestbredden ved Jordanfloden, som tidligere var kontrolleret af Jordan, her under Østjerusalem. Den 22. november 1967 vedtog FN's sikkerhedsråd resolution 242 med "land for fred"-princippet, hvorved man tilkendegav et ønske om at skabe en vedvarende fred baseret på, at Israel trak sig tilbage fra områder, de havde okkuperet i 1967 således, at motiveringen for fortsat krig skulle bortfalde, og alle stater i områdets uafhængighed skulle respekteres samt retten til at leve i fred med sikre og anerkendte grænser.
For første gang siden slutningen af det britiske mandat kunne jøderne besøge Den Gamle Bydel i Jerusalem og bede ved Grædemuren, hvilket de var blevet nægtet af jordanerne (en overtrædelse af våbenstilstandsaftalen i 1949). I Hebron opnåede jøderne adgang til Mackpela-hulen (det næst helligste sted i jødedommen) for første gang siden 1400-tallet. (tidligere jøder fik kun lov til at bede ved indgangen). Et tredje hellig sted for jødedommen, Rakels gravsted, blev også tilgængeligt.
Efter 1967 begyndte USA at levere luftvåben til Israel.
I begyndelsen af 1969 begyndte kampe mellem Egypten og Israel langs Suezkanalen. Til gengæld for gentagne angreb mod israelske steder langs Suezkanalen, planlagde israelerne store angreb mod Egypten mellem 1969 og 1970, den såkaldte "udmattelseskrig". USA hjalp til med at løse urolighederne, og kampene blev afsluttede i august 1970, men USA's senere forsøg på at forhandle sig til en foreløbig aftale for at åbne Suezkanalen og frigøre styrkerne lykkedes ikke.
De fleste af grænserne fra våbenstilstanden i 1949 var ikke længere direkte grænser, og Israel fik ansvaret for at administrere Golan, Gaza, Vestbredden og Sinai, man udnyttede muligheden for at forene det til da delte Jerusalem, og formelle indlemmelser blev fuldført. I slutningen af 1970-erne indlemmede Israel også Golan. Gaza og Vestbredden, som for det meste var bosatte af palæstinensere, forblev administrative områder, i afventning på en afsluttende bosætning. Sinai forblev et militært besat område, selv om den spredte befolkning fik en egen administration.
I slutningen af 1969 døde Levi Eshkol af et hjertetilfælde i sin periode som statsminister og blev efterfulgt af Golda Meir.

#### 1969–1975: Golda Meir og Yom Kippur-krigen
Ved valget i 1969 blev Golda Meir statsminister med den største tilslutning, et israelsk parti nogen sinde havde vundet med.
I september 1970 drev Kong Hussein af Jordan Palæstinas Befrielsesorganisation (PLO) ud af landet. PLOs hovedaktivitetscenter flyttede derfor til Libanon.
I løbet af 1971 demonstrerede Black Panthers meget, hvilket førte til, at det israelske folk blev opmærksomt på utilfredsheden blandt Mizrahi-jøderne med hensyn til den store diskriminering og de sociale forskelle.
Voksende antisemitisme i Sovjetunionen førte til en bølge af jøder, som trodsede officielle sanktioner og begyndte at emigrere til Israel. Mange jøder blev nægtet udrejsevisum og blev kendt som Sions fanger. Den mest kendte var Natan Sharansky.
I 1972 blev 11 medlemmer af det israelske hold til De olympiske lege i München kidnappede af palæstinensiske terrorister. Alle de israelske gidsler og nogen af terroristerne blev skudt af medlemmer af de tyske sikkerhedsstyrker (tilsyneladende i et dårlig udført redningsforsøg). De uskadte palæstinensiske kaprere blev frigivne en måned senere. Israels regering svarede med en drabskampagne mod arrangørerne.
Den nye egyptiske præsident, Anwar Sadat, udviste de sovjetiske rådgivere.
Yom Kippur-krigen begyndte den 6. oktober 1973 (den jødiske forsoningsdagen), den helligste dag i det jødiske år, og en dag, hvor det er forventet at voksne jøder skal faste. De syriske og egyptiske hære startede et overraskelsesangreb mod de uforberedte israelske forsvarsstyrker. I de første dage var det usikkert hvorvidt, Israel havde mulighed for at stå imod invasionsstyrkerne, men de syriske styrker blev slåede tilbage og, selv om egypterne okkuperede nogen områder i Sinai, krydsede de israelske styrker Suezkanalen og gik mod Kairo, da der blev indgået en våbenhvile. Selv om krigsresultaterne stort set var til Israels fordel, kostede det over 2.000 dødsfald og havde store omkostninger for hæren. Krigen gjorde israelerne mere klare over deres egen sårbarhed.
Efter krigen var både Israels og Egyptens regeringer mere villige til at forhandle. Den 18. januar 1974, efter et omfattende diplomati af USA's statsdepartementsleder Henry Kissinger, blev der indgået en aftale om at trække styrkerne tilbage med Egyptens regering og den 31. maj med Syriens regering.
Internationalt førte det Saudi-Arabiens regering til at tage initiativ til at blokere olieeksport til alle lande, som handlede med Israel. Som et resultat brød mange afrikanske og asiatiske lande sine forbindelser med Israel. Israel blev nægtet adgang til De asiatiske lege.
I maj 1974 angreb nogen palæstinensere en skole i Ma'alot og holdt 100 børn som gidsler. 26 børn blev myrdet. Hændelsen blev senere kendt som Ma'alot-massakren.
I november 1974 fik PLO observatørstatus fra FN og Yasser Arafat blev medlem af generalforsamlingen.
Senere samme år frikendte Agranat-kommissionen, som blev oprettet for at finde den skyldige for Israels manglende forberedelser til krigen, regeringen for ansvaret og holdt stabschefen og lederen for militær efterretning ansvarlige. Til trods for rapporten førte offentlighedens modvilje mod regeringen til, at Golda Meir gik af.

#### 1975–1976: Rabin I: Operation Entebbe, starten på religiøs bosættelse
Efter Meirs tilbagetræden blev Yitzhak Rabin (stabschefen under Seksdageskrigen) statsminister.
Moderne ortodokse jøder (religiøse zionister, efterfølgere af Rabbi Kooks lære) dannet Gush Emunim-bevægelsen og startede en organiseret gennemførelse af bosætning på Vestbredden og i Gazastriben.
Den 10. november 1975 vedtog FN's generalforsamling under ledelse af den østrigske generalsekretær Kurt Waldheim en beslutning, 3379, som slog fast, at zionisme var en form for racisme. Generalforsamlingen ophævede denne beslutning den 16. december 1991 med FN's generalforsamlings beslutning 46/86.
I juli 1976 blev et fransk fly med 260 mennesker om bord kidnappet af palæstinensiske og tyske terrorister, fløjet til Uganda, som da blev styret af diktatoren Idi Amin Dada. Der skilte de tyske terrorister de jødiske passagerer fra de ikke-jødiske, og frigav de ikke-jødiske. Kaprerne truede med at dræbe de tilbageværende jøder, omkring 100 i tallet (samt det franske personale, som nægtede at forlade området). På grund af afstanden mellem Israel og Uganda beordrede Rabin en dristig redningsoperation, hvor de kidnappede jøder blev befriede. FN's generalsekretær Kurt Waldheim beskrev befrielsen som et alvorlig overgreb på et af FN's medlemslandes nationale suverænitet ("a serious violation of the national sovereignty of a United Nations member state") med henvisning til Uganda. Waldheim viste sig at være en tidligere nazistisk officer, og hans navn dukkede op på en liste over eftersøgte krigsforbrydere fra 1947, givet til FN af Jugoslavien.
I slutningen af 1976 gik Rabin af efter, at det var blevet offentligt kendt, at hans kone havde en dollar-konto i USA (forbudt på den tid), som var blevet åbnet, mens Rabin var ambassadør for Israel. Hændelsen blev kendt som Dollar-konto-affæren.
Shimon Peres overtog som statsminister, og ledede Alignment ved det påfølgende valg.

### Likuds styre 1977–1992

#### 1977–1981: Begin I: Den egyptisk-israelske fredsaftale
Se også: Camp David-aftalen, Den egyptisk-israelske fredsaftale
I et overraskende resultat vandt Likud ledet af Menachem Begin valget i 1977. Dette var den første gang i israelsk historie at regeringen ikke blev ledet af venstrefløjen. Mizrahiske jøders ophidselse over diskriminering var en nøglefaktor i sejren og kom til at spille en vigtig rolle i israelsk politik i mange år. Marokkofødte David Levy gjorde en stor indsats for at vinde de mihzrahiske jøders støtte til Begin.
Foruden at starte en proces for at fjerne skellet mellem mizrahijøderne og ashkenazijøderne rummede Begins regering ultraortodokse jøder og var med til at fjerne skellet mellem zionisterne og de ultraortodokse. Begins liberalisering af økonomien førte til hyperinflation men gjorde det mulig for Israel at modtag finansiel hjælp fra USA. Begin støttede aktivt Gush Emunims forsøg på at bosætte Vestbredden, som lagde grunden til en række intense konflikter med den palæstinensiske befolkning på de okkuperede territorier.
I november 1977 brød den egyptiske præsident Anwar Sadat 30 år med fjendtlighed ved at besøge Jerusalem efter invitation fra den israelske statsminister Menachem Begin. I løbet af et to dage langt besøg, som inkluderede en tale for Knesset, skabte den egyptiske leder en ny psykologisk stemning i Mellemøsten, hvor det så ud som om, at det var muligt at skabe fred mellem Israel og landets arabiske naboer. Sadat anerkendte Israels ret til at eksistere og skabte derved grundlag for direkte forhandlinger mellem Egypten og Israel.
Efter Sadats besøg organiserede 350 soldater fra Yom Kippur-krigen Peace Now-bevægelsen for at opmuntre den israelske regering til at stifte fred med araberne.
I september 1978 inviterede den amerikanske præsident Jimmy Carter præsident Sadat og statsminister Begin til at møde ham på Camp David, og den 11. september var de blevet enige om en struktur for fred mellem Israel og Egypten og en foreløbig fred i Mellemøsten. Aftalen indeholdt vide principper for at regulere forhandlinger mellem Israel og de arabiske stater. Den indeholdt også retningslinjer for et overgangsregime for Vestbredden og Gaza for palæstinenserne, som var bosatte i disse områder, og for en fredsaftale mellem Egypten og Israel. Aftalen blev underskrevet den 26. marts 1979 af Begin og Sadat samt præsident Carter som vidne. I tråd med aftalen gav Israel Sinaihalvøen tilbage til Egypten i april 1982. I 1989 blev den egyptiske og den israelske regering enige om, at Egypten skulle få Taba tilbage, et turiststed ved Akababugten og det sidste området af Sinai, som Israel leverede tilbage til Egypten.
Den Arabiske Liga reagerede på fredsaftalen ved at udelukke Egypten fra organisationen og flytte sine hovedkvarterer fra Kairo til Tunis. Sadat blev senere myrdet af medlemmer af den egyptiske hær, som havde modsat sig hans forsøg på at oprette fred med Israel.
Efter fredsaftalens indgåelse blev Israel og Egypten de to største modtagere af militær og finansiel hjælp fra USA.

#### 1981–1983: Begin II: Den første Libanon-krigen
30. juni 1981 tilintetgjorde de israelske luftstyrker Osirak-atomreaktoren, som Frankrig byggede for Irak.
Tre uger senere blev Begin nok en gang statsminister ved valget i 1981.
I tiårene efter krigen i 1948 var grænserne mellem Israel og Libanon fredelige sammenlignet med andre naboer. Efter, at PLO blev udvist fra Jordan i 1970, blev Libanon centeret for deres operationer, og fjendtlighederne ved Israels nordlige grænse voksede. Dette var med til at starte borgerkrigen i Libanon. Det nordlige Israel, især byen Kiryat Shmona, blev stadig angrebet af palæstinensiske styrker i Libanon.
I marts 1978, efter Terrorangrebet i Haifa, 11. marts 1978, gik israelske styrker ind i Libanon og startede dermed Operation Litani. Efter, at Sikkerhedsrådets resolution 425 blev vedtaget, hvor man opfordrede Israel til at trække sig tilbage og FNs midlertidige styrke i Libanon blev oprettet som fredsbevarende styrker (UNIFIL), trak Israel sine styrker tilbage.
I juni 1982, efter et forsøgt attentat på Storbritanniens ambassadør, invaderede Israel den sydlige halvdel af Libanon for at drive PLO ud, i første omgang fra det sydlige Libanon, og der efter hele landet. Den israelske hær besatte Beirut som den eneste gang, en arabisk hovedstad er blevet okkuperet af Israel.
Selv om nogen få libanesere først ønskede israelerne velkommen, blev modstanden mod den israelske besættelse efterhånden stor. Store israelske tab og mangel på klare mål førte til, at det også blandt israelerne var voksende uro.
I august 1982 trak PLO sine styrker tilbage fra Libanon og flyttede til Tunesien. Den libanesiske præsident, Bashir Gemayel, samtykkede i at anerkende Israel og underskrive en fredsaftale, men han blev myrdet før nogen fredsaftale blev underskrevet. Den følgende dag gik kristne styrker (i følge israelske rapporter) ind i to palæstinensiske flygtningelejre og udløste en massakre.
Massakren førte til massive demonstrationer i Israel mod krigen. Kahan-kommissionen, udnævnt for at efterforske det israelske ansvar i massakren, konkluderede, at forsvarsministeren Sharon havde et moralsk ansvar og anbefalede, at han ikke fik stillingen på ny (dette hindrede ham ikke fra at blive statsminister).

#### 1984–1988: Shamir og Peres' regering, første intifada
I september 1983 gik Begin af som statsminister og blev efterfulgt af Yitzhak Shamir. Valget i 1984 fik usikkert resultat, og førte til en magtkamp mellem Shimon Peres for Alignment og Shamir for Likud.
Som finansminister lykkedes det Peres at bringe Israels stigende inflation under kontrol.
I 1984, under en stor sultkatastrofe i Etiopien, blev tusindvis af etiopiske jøder i hemmelighed fløjet til Israel ved en luftbro.
I juni 1985 trak Israel de fleste af sine styrker tilbage fra Libanon, kun en mindre styrke og et milita som støttede Israel, blev tilbage i det sydlige Libanon som en "sikkerhedszone", som Israel anså som et nødvendig forsvar mod angreb på dets nordlige områder. Israel trak sig helt ud af Libanon i 2000, mens Ehud Barak var statsminister, og fuldførte med det FNs sikkerhedsråds resolution 425. Libanon har siden da gjort krav på et mindre område i Golanhøjderne kaldet "Shebaagårdene", som Israel tog fra Syrien i 1967.
Som svar på den vedvarende israelske bosættelse og okkupation af Vestbredden og Gazastriben startede palæstinenserne den første intifada (oprør) i 1987. Israel svarede med stærk indsats mod terroren fra militærets og politiets side. Den første intifada varede frem til 1991. Af hensyn til menneskerettighedsbrud begået af israelske tropper dannede en gruppe israelere B'Tselem, en organisation som fremmede bevidstheden omkring og overholdelsen af menneskerettighederne i Israel.

#### 1988–1992: Shamir II: Golfkrigen og immigration fra Sovjetunionen
Alignment og Likud forblev jævnbyrdige i valget i 1988, men det lykkedes Shamir at danne en koalitionsregering.
I 1990 invaderede Irak Kuwait og udløste med det Golfkrigen mellem Irak og en stor allieret styrke ledet af USA. Irak angreb Israel med 39 Scudmissiler i et forsøg på at påvirke arabernes officielle mening og trække arabiske stater ud af alliancen (og muligvis over til Iraks side). Under pres fra USA gengældte Israel ikke beskydningen. I stedet accepterede landet, at USA hjalp til med at stoppe angrebene. En mand i distriktet Ramat Khen i Ramat Gan blev dræbt af en MIM-104 Patriot, en luftværnmissil, på vildspor. Mellem 7 og 13 mennesker døde ved kvælning på grund af fejlagtig brug af gassmasker.
Statistiske analyser anslår at 30-80 dødsfald fandt sted, for det meste ved hjertetilfælde på grund af "følelsesmæssig stress og åndingsproblemer". Israel udleverede gasmasker både til den palæstinensiske befolkning og til israelske statsborgere.
I 1990 gav Sovjetunionen endelig tilladelse til fri emigration af sovjetiske jøder til Israel. De jøder, som forsøgte at forlade Sovjetunionen, blev forfulgt, og de af jøderne, som det lykkedes for, ankom til Israel som flygtninge. I løbet af de næste år kom lidt over en million sovjetiske indbyggere til Israel, og der blev spekuleret i, om nogen af de nye immigranter havde svage forbindelser med jødedommen, og mange blev fulgt af ikke-jødiske slægtninge. Immigranterne formåede imidlertid i stor grad at tilpasse sig israelsk kultur og fandt passende sysselsætning.

### 1992–1995: Rabin II: Fredsmægling i Oslo
Koalitionens sejr i Golfkrigen åbnede for nye muligheder for regional fred, og i oktober 1991 kom USA's præsident George H. W. Bush og Sovjetunionens statsleder, Mikhail Gorbatsjov, sammen til et historisk møde i Madrid med israelske, libanesiske, jordanske, syriske og palæstinensiske ledere. Dette møde dannede grundlag for videre to- og flersidige forhandlinger for at bringe varig fred og økonomisk udvikling til regionen.
Under valget i 1992 vandt Arbejderpartiet, ledet af Yitzhak Rabin, en betydelig sejr med en erklæring om at arbejde for fred.
Den 13. september 1993 underskrev Israel og PLO en principerklæring på plænen uden for Det hvide hus. Erklæringen var et stort gennembrud opnået under Madrid-rammeværket. Det etablerede et ambition om at overføre autoritet fra Israel til en midlertidig palæstinsk autoritet. DOP blev etableret i maj 1999, den dato, en permanent statusaftale for Vestbredden og Gazastriben ville blive sat i gang. Israel og PLO underskrev der efter Oslo-aftalen den 4. maj 1994, og en aftale om forberedende overføring af magt og ansvar den 29. august 1994, som påbegyndte processen med overføring af autoritet fra Israel til palæstinenserne.
Den 25. juli 1994 underskrev Jordan og Israel Washingtonerklæringen, som formelt afsluttede krigstilstanden, som havde eksisteret siden 1948. Den 26. oktober 1994 blev en historisk fredsaftale mellem Israel og Jordan underskrevet ved en grænsepost mellem de to lande med USA's præsident Bill Clinton og USA's statsråd Warren Christopher som vidner. Israel overlod en mindre del af det omstridte område til Jordan, og landene åbnede officielle diplomatiske relationer med åbne grænser og fri handel.
Israels statsminister Yitzhak Rabin og PLO's leder Yasir Arafat indgik Interimsaftalen, som var en aftale mellem Israel og palæstinenserne og omhandlede Vestbredden og Gazastriben, den 28. september 1995 i Washington, DC. Aftalen, som blev underskrevet med præsident Bill Clinton (på vegne af USA), Rusland, Egypten, Norge og EU som vidner, indlemmede og erstattede tidligere aftaler og markerede kulminationen af det første skridt mod fred mellem Israel og PLO.
Aftalen tillod PLO's ledelse at flytte til de besatte områder, og palæstinenserne opnåede selvstyreret, med videre forhandlinger om endelig løsning. Til gengæld anerkendte palæstinenserne Israels ret til at eksistere og lovede at afstå fra brug af terror.
Imidlertid modsatte Hamas og andre palæstinensiske grupper sig aftalen, hvilket førte til selvmordsangreb på Israel. Rabin sørgede for at en barriere blev etableret omkring Gaza for at beskytte den israelske befolkning mod angreb.
Spændinger i Israel, flere terrorangreb samt ophidselse i forbindelse med mistet territorium førte til, at statsminister Rabin blev snigmyrdet af en radikal venstreorienteret israeler den 4. november 1995.[kilde mangler]

### Direkte valg af statsminister 1996–2005
I 1996 ændredes det israelske valgsystem således, at man tillod direkte valg af præsident. Det var håbet, at dette ville reducere den magt, de små partier havde, ved at udstrække licenser som svar på koalitionsaftaler. I stedet resulterede det nye system i en øget opsplitning af israelsk politik med større partier, som får færre stemmer, og mindre partier, som bliver mere attraktive for vælgerne. Ved valget i 2006 gik de væk fra systemet.

#### 1996–1999: Netanyahu - fredsprocessen bremses
I februar 1996 varslede Rabins efterfølger, Shimon Peres, om et tidlig valg. Valget i maj 1996 var det første valg, som havde direkte valg af statsminister og resulterede i en kneben sejr til Likud-lederen Binyamin Netanyahu. En bølge af selvmordsbombere forstærkede Likuds position for sikkerhed. Hamas påtog sig ansvaret for de fleste bombeattentater.
Til trods for hans ytrede uenighed i Oslo-aftalerne fortsatte statsminister Netanyahu med deres implementering, men i hans regeringstid så man en påfaldende afdæmpning i fredsprocessen.
Netanyahu underskrev Hebron-protokollen med Den palæstinensiske selvstyremyndighed den 15. januar 1997. Protokollen resulterede i overflytningen af Israels forsvar i Hebron, og omvæltningen af civil autoritet til Palæstinensisk myndighed i store dele af området.

#### 1999–2001: Ehud Barak og tilbagetrækningen fra Sydlibanon
Efter valget i juli 1999 blev Ehud Barak fra Arbejderpartiet valgt til statsminister.
21. marts 2000 kom pave Johannes Paul 2. til Israel på et historisk besøg.
I 2000 trak Israel sine styrker ud af "sikkerhedszonen" i det sydlige Libanon. Flere tusinde medlemmer af den Sydlibanesiske hær forlod området samtidig med israelerne.
FN's generalsekretær konkluderede, at Israel pr. 16. juni 2000 havde trukket sine styrker tilbage fra Libanon i overensstemmelse med FNs sikkerhedsråds resolution 425. Libanon hævdede imidlertid, at Israel fortsat okkuperede de libanesiske områder kaldet "Shebaagårdene", selv om disse områder blev styret af Syrien frem til 1967, da Israel okkuperede dem. Sheba'a Farms forsyner Hezbullah med påfund for at vedligeholde krigsførelsen mod Israel. Libanons regering forsvarede ikke disse områders uafhængighed og overtrådte dermed FN's resolution, og disse kom under Hizbollahs kontrol.
I slutningen af 2000 blev der holdt forhandlinger på Camp David for at opnå en endelig enighed i Israel/Palæstina-konflikten. Ehud Barak tilbød at møde de fleste palæstinensiske grupper, som ønskede territorielle eller politiske koncessioner, her under de arabiske dele af Østjerusalem. Imidlertid forlod Arafat forhandlingerne uden at komme med et modforslag.
Den 28. september 2000 besøgte den israelske oppositionsleder Ariel Sharon Tempelberget, og satte dermed i gang store palæstinensiske oprør. Dette markerede begyndelsen på al-Aqsa-intifadaen. Israel hævder, at palæstinenserne havde planlagt oprørene længe før Sharons besøg, og at hans besøg blev brugt som en undskyldning for at starte oprøret. I bogen The High Cost of Peace beskriver Yossef Bodansky hændelsen: "Da Sharon udtrykte interesse for at besøge Tempelberget, beordrede Barak GGS-chefen Ami Ayalon at henvende sig Jibril Rajoub med en speciel anmodning om at gøre klart for et roligt og venligt besøg... Rajoub lovede, at det ville forblive roligt så længe, Sharon ville lade være med at gå ind i nogen af moskeene eller at bede offentligt... For at være på den sikre side, henvendte Barak sig personligt til Yasir Arafat og fik endnu en gang forsikring om, at Sharons besøg ville foregå under rolige omstændigheder...» (s. 354).
I oktober 2000 ødelagde palæstinenserne Josefs grav, en jødisk helligdom i Nablus. De stenede også bedende ved Grædemuren og angreb en anden jødisk helligdom, Rakels grav.
Uroen i landet blev stadig større, og i 2001 indkaldte Ehud Barak til et specielt valg af statsminister. Han håbede, at en sejr ville give ham fornyet autoritet i forhandlingerne med palæstinenserne. I stedet blev oppositionslederen Ariel Sharon valgt til statsminister. Efter dette valg blev systemet med direkte valg af statsminister skrinlagt.

#### 2001–2006: Ariel Sharon og tilbagetrækningen fra Gaza og den nordlige del af Vestbredden
At fredsprocessen mislykkedes, voksende palæstinensisk terrorisme og til dels angreb fra Hizbollah fra Libanon førte til, at mange af de israelske offentlige og politiske ledere mistede tiltro til Den palæstinensiske selvstyremyndighed som en fredspartner. De fleste følte, at mange palæstinensere så fredsaftalen med Israel kun som værende midlertidig. Imidlertid var mange israelere uvillige til at trække sig ud af aftalen og dermed ødelægge forholdet til palæstinenserne.
Som svar på bølgen af selvmordsbombeangreb begyndte Sharon at konstruere en barriere omkring Vestbredden.
I 2002 leverede 51 reserveofficerer og soldater en erklæring om, at de ikke længere var rede til at deltage i okkupation af palæstinensiske områder. De blev de første til at danne den militære fredsbevægelse Ometz LeSarev.
18. december 2003 tilkendegav Ariel Sharon, at han ville overveje en ensidig tilbagetrækning fra dele af de okkuperede områder. Dette førte til en plan for total tilbagetrækning fra Gazastriben.
I 2004 fik sorte hebræere tilladelse til at komme til Israel.
I 2005 blev civile evakuerede fra Gaza (nogen ved tvang) og boligområderne afviklede. Tilbagetrækningen fra Gazastriben blev fuldført den 12. september 2005. Militær tilbagetrækning fra den nordlige del af Vestbredden blev fuldført ti dage senere.
Efter tilbagetrækningen blev den israelske by Sderot mål for konstante angreb fra Gaza.
I 2005 forlod Sharon Likud og dannede et nyt parti kaldet Kadima. Han blev fulgt af mange ledende personer fra både Likud og Arbejderpartiet.
14. april 2006 fik Ariel Sharon et alvorlig hjerneblødning og Ehud Olmert blev fungerende statsminister.

#### 2006–nutid: Ehud Olmert
Olmert blev valgt til statsminister efter, at hans parti, Kadima, fik flest pladser i valget i 2006.
Den 25. juni 2006 krydsede en Hamas-styrke grænsen til Gaza og angreb en stridsvogn og kidnappede en skadet israelsk soldat, Gilad Shalit. Den 12. juli angreb Hizbollah Israel, bombarderede israelske byer og angreb en grænsepatrulje og kidnappede to skadede israelske soldater. Disse kidnapninger førte til, at Israel erklærede krig mod Libanon, kendt som den andre Libanon-krig, som varede frem til august 2006.
Den 27. november 2007 blev Ehud Olmert og den palæstinensiske præsident Mahmoud Abbas enige om at forhandle uden betingelser og på alle måder arbejde for at opnå enighed inden slutningen af 2008. I april 2008 fortalte den syriske præsident Bashar al-Assad en Qatar-avis, at Syrien og Israel havde diskuteret en fredsaftale i over et år med Tyrkiet som mægler. Dette blev bekræftet af Israel i maj 2008.